# Eustala monticola
Eustala monticola là một loài nhện trong họ Araneidae.
Loài này thuộc chi Eustala. Eustala monticola được Ralph Vary Chamberlin miêu tả năm 1916.